# Гальцово (Смоленская область)
Гальцово — упразднённая деревня в Кардымовском районе Смоленской области России. Входила в состав Каменского сельского поселения. По состоянию на 2007 год постоянного населения не имеет. Упразднена в 2012 г.

## География
Расположена в центральной части области в 12 км к северо-западу от Кардымова, в 4 км южнее автодороги М1 «Беларусь», на берегу реки Большой Вопец. В 16 км северо-восточнее деревни расположена железнодорожная станция Присельская на линии Москва — Минск.

## История
В годы Великой Отечественной войны деревня была оккупирована гитлеровскими войсками в августе 1941 года, освобождена в сентябре 1943 года.